# Calle Blanquerna
La Calle Blanquerna es una calle situada en la ciudad de Palma de Mallorca, capital de las Islas Baleares, en España. Lleva el nombre del barrio homónimo de Constantinopla y de la novela Blanquerna, escrita por Ramon Llull, quién fue uno de los creadores del catalán literario. La calle está situada en el Distrito Norte de la ciudad y atraviesa el barrio de Buenos Aires. Se extiende desde las Avenidas hasta la Plaza París. Tiene una longitud total de 700 metros.